# Baxenden
Baxenden – wieś w Anglii, w hrabstwie Lancashire, w dystrykcie Hyndburn. Leży 31 km na północ od miasta Manchester i 289 km na północny zachód od Londynu. Miejscowość liczy 4300 mieszkańców.